# Черницкий, Александр Николаевич
Алекса́ндр Никола́евич Черни́цкий (25 августа 1918, село Полонки, Прилукский район, Черниговская область — 28 февраля 2010, Санкт-Петербург) — советский и российский скульптор. Заслуженный художник Российской Федерации (2007).

## Биография
Родился 25 августа 1918 года в Черниговской области, Украинская Держава. В 1936—1938 годах учился в Харькове на архитектурном отделении Строительного института. В 1948 году окончил Институт живописи, скульптуры и архитектуры им. И. Е. Репина Академии Художеств (мастерская А. Т. Матвеева). В том же году вступил в Союз художников СССР. В 1949 году состоялась первая выставка скульптора. В творчестве А. Н. Черницкого преобладает портретный жанр.
Работы А. Н. Черницкого находятся в собраниях Государственной Третьяковской галереи, Государственного Русского музея и др.

## Награды
- Заслуженный художник Российской Федерации (10 октября 2007 года)[1].
- Серебряная медаль ВДНХ.
- Медаль «За доблестный труд в Великой Отечественной войне 1941—1945 гг.»